# Референдарий великий литовский
Референдарий великий литовский или референдарий литовский (бел. Рэфэрэндар вялікі літоўскі, лат. Referendarius Lithuaniae, лит. Lietuvos referentas, пол. Referendarz wielki litewski) — государственный деятель Великого княжества Литовского и Речи Посполитой, выполнявший обязанности советника польского короля, а позднее и судьи. В Польше должности референдариев светского и духовного были утверждены в 1507 году, в Великом княжестве Литовском — в 1539 году для светского и 1575 году для духовного. 
Референдарий присутствовал ежедневно во дворце монарха (с утра после мессы и до обеда, с обеда и до вечера), выслушивая просьбы и жалобы частных лиц, передавая их канцлеру (тот передавал их содержание королю или великому князю) и затем передавая полученные ответы монарха просителям. С 1633 года в Польше духовный референдарий имел право участвовать в заседаниях Сената и получил право совещательного голоса. С 1635 года оба были уравнены в правах с коронным духовным референдарием, заседали в королевском реляционном суде, где рассматривались дела ливонские и курляндские.
В Великом княжестве Литовском существовал отдельный референдарский суд, председателем которого был духовный референдарий. Этот суд на правах королевского суда рассматривал жалобы крестьян на старост и владельцев королевских земель. Апелляцию на решение референдарского суда можно было подать в Придворный королевский суд.
Подобное правительство референдариев существовало и в Подляшском воеводстве в 1540-е — 1570-е годы.

## Список референдариев

### Великие духовные
| Изображение | Годы деятельности                           | Имя                                |
| ----------- | ------------------------------------------- | ---------------------------------- |
|             | 1586 — 3 ноября 1598                        | Николай Корызна                    |
|             | 1599 — 1615                                 | Евстафий Волович                   |
|             | 4 апреля 1615 — 1618                        | Станислав IV Кишка                 |
|             | 24 июля 1620 — 1630                         | Мельхиор Гейш                      |
|             | 1630 — 10 февраля 1631                      | Ян Карл Белозор                    |
|             | 18 марта 1631 — 1641                        | Мартиан Тризна                     |
|             | 30 августа 1641 — апрель 1649               | Франтишек Долмат-Исайковский       |
|             | 6 мая 1649 — 21 апреля 1656                 | Ян Кароль Даугялло Завиша          |
|             | 1656                                        | Юрий Станислав Волович             |
|             | 1657 — март 1659                            | Александр Казимир Сапега           |
|             | 6 апреля 1659 — 1670                        | Юрий Невяровский                   |
|             | 1670 — август 1673                          | Валериан Станислав Юдицкий         |
|             | 1674 — 1687                                 | Евстафий Станислав Казимир Котович |
|             | 2 мая 1687 — 1695                           | Ян Иероним Кришпин-Киршенштейн     |
|             | 1695 — 1701                                 | Александр Выговский                |
|             | 30 августа 1701                             | Мартиан Валович                    |
|             | 4 июля 1703 22 октября 1703 — 4 ноября 1705 | Константин Фелициан Шанявский      |
|             | 4 декабря 1705 — 1710                       | Мацей Юзеф Анцута                  |
|             | 1710 31 августа 1715 — 16 мая 1737          | Ежи Казимир Анцута                 |
|             | 8 июля 1737 — 4 декабря 1754                | Юзеф Станислав Сапега              |
|             | 14 декабря 1754 — февраль 1762              | Игнацы Якуб Масальский             |
|             | 15 февраля 1762 — 24 июля 1774)             | Александр Казимир Горайн           |
|             | 8 августа 1774 — май 1787                   | Павел Ксаверий Бжостовский         |
|             | 8 мая 1787 — 1791                           | Гуго Коллонтай                     |
|             | 19 мая 1791 — 1794                          | Андрей Волович                     |
|             | 1794 — 1795                                 | Игнатий Волович                    |

### Великие светские
| Изображение | Годы деятельности                | Имя                       |
| ----------- | -------------------------------- | ------------------------- |
|             | 1585 — 1589                      | Габриэль Война            |
|             | 29 апреля 1589 — 1610            | Богдан Храптович          |
|             | 10 августа 1610 — 15 июня 1625   | Александр Гонсевский      |
|             | 15 июня 1625 — 25 ноября 1626    | Николай Завиша            |
|             | 1626 — 1630                      | Стефан Пац                |
|             | 16 апреля — 20 июля 1630         | Ян Друцкий-Соколинский    |
|             | 20 июля 1630 — 1638              | Кшиштоф Доминик Обрынский |
|             | 1638 — 24 мая 1639               | Криштоф Гонсевский        |
|             | 24 мая 1639 — 27 мая 1650        | Станислав Нарушевич       |
|             | 11 июня 1650 — 1680              | Циприан Павел Бжостовский |
|             | 1680 — 15 июня 1705              | Ян Владислав Бжостовский  |
|             | 15 июня 1705 — 1707              | Стефан Ян Слизень         |
|             | 1707 — 1709                      | Ян Фредерик Сапега        |
|             | 28 октября 1709 — 1727           | Винцент Пётр Волович      |
|             | 26 апреля 1727 — 27 декабря 1750 | Доминик Мартин Волович    |
|             | 7 июня 1752 — 10 декабря 1764    | Антоний Тадеуш Пшездецкий |
|             | 10 декабря 1764 — 21 ноября 1771 | Гервазий Людвик Оскирка   |
|             | 21 ноября 1771 — 27 апреля 1773  | Анджей Игнацы Огинский    |
|             | 27 апреля 1773 — 23 мая 1781     | Фредерик Юзеф Мошинский   |
|             | 23 мая 1781 — 1795               | Винцент Тышкевич          |